# Episodi di Helix (prima stagione)
La prima stagione della serie televisiva Helix è stata trasmessa dal canale statunitense Syfy dal 10 gennaio al 28 marzo 2014.
In Italia, la stagione viene pubblicata il 15 luglio 2016 sul servizio streaming Infinity.
| nº | Titolo originale | Titolo italiano    | Prima TV USA     | Pubblicazione Italia |
| -- | ---------------- | ------------------ | ---------------- | -------------------- |
| 1  | Pilot            | Pilot              | 10 gennaio 2014  | 15 luglio 2016       |
| 2  | Vector           | Il vettore         | 10 gennaio 2014  | 15 luglio 2016       |
| 3  | 274              | In isolamento      | 17 gennaio 2014  | 15 luglio 2016       |
| 4  | Single Strand    | Un filamento unico | 24 gennaio 2014  | 15 luglio 2016       |
| 5  | The White Room   | Stanza bianca      | 31 gennaio 2014  | 15 luglio 2016       |
| 6  | Aniqatiga        | Fratelli           | 7 febbraio 2014  | 15 luglio 2016       |
| 7  | Survivor Zero    | Sopravvissuti zero | 14 febbraio 2014 | 15 luglio 2016       |
| 8  | Bloodline        | Stirpe             | 21 febbraio 2014 | 15 luglio 2016       |
| 9  | Level X          | Livello X          | 28 febbraio 2014 | 15 luglio 2016       |
| 10 | Fushigi          | Il tunnel          | 7 marzo 2014     | 15 luglio 2016       |
| 11 | Black Rain       | Pioggia nera       | 14 marzo 2014    | 15 luglio 2016       |
| 12 | The Reaping      | La scelta          | 21 marzo 2014    | 15 luglio 2016       |
| 13 | Dans L'Ombre     | Nell’ombra         | 28 marzo 2014    | 15 luglio 2016       |